# Gorbatower Rotvieh
Das Gorbatower Rotvieh (russisch Красная горбатовская, transkribiert Krasnaja gorbatowskaja) ist eine Rinderrasse aus Russland.

## Zuchtgeschichte
Anfang des 19. Jahrhunderts wurde nahe der Stadt Gorbatow (Oblast Nischni Nowgorod) das örtliche Priokski-Rind (eine Variante des Großen Russischen Rinds) mit Tiroler Grauvieh gekreuzt. Später fand die Rasse Verbreitung in den Oblasten Wladimir und Iwanowo und in Tschuwaschien. Die Reinzucht wird nur im Kreis Bogorodskij in der Oblast Gorki und im Kreis Simenkij in der Oblast Wladimir durchgeführt.

## Charakteristika
- Farbe rot in vielen Schattierungen, teilweise weiße Flecken an Euter und Bauch
- starke Konstitution, harmonischer Körperbau
- langer, jedoch niedriger Körper
- gute Anpassung an die lokalen Gegebenheiten
- Krankheitsresistenz gegen Leukose, Tuberkulose und Brucellose
- Kopf ziemlich kurz; Flotzmaul hellrosa; Hörner weiß mit schwarzen Spitzen
- Hals mittellang, breit; Brust tief und breit
- gerader Rücken, breite Lendenregion
- Kruppe leicht erhöht, breit, nicht keilförmig
- hoch angesetzter, langer Schwanz
- Euter mittelgroß
- leichtes, aber starkes Skelett
- harte Klauen
- Gewicht: Kühe 480 kg, Stiere 750 – 850 kg
- Milchleistung 4.000 kg mit 4,2 % Fett
- gute Fleischqualität

## Verwandtschaft zu anderen Rassen
Genetische Untersuchungen ergaben eine Verwandtschaft des Roten Gorbatow-Rindes mit dem Lettischen Braunvieh. Dieses stammt wiederum unter anderem vom Roten Dänischen Milchrind und vom Angler Rind ab.

## Quelle
- https://www.fao.org/3/ah759e/AH759E08.htm